# Powiat Aba
Powiat Aba (węg. Abai kistérség) – jeden z dziesięciu powiatów komitatu Fejér na Węgrzech. Siedzibą władz jest wieś Aba.

## Miejscowości powiatu Aba
- Aba
- Csősz
- Káloz
- Sárkeresztúr
- Sárosd
- Sárszentágota
- Seregélyes
- Soponya
- Tác